# 劉模
劉模（1485年—？年），字以正，號印山，江西吉安府安福縣人，明朝政治人物。

## 生平
治《易經》，行二，由國子生中式癸酉科（1513年）江西鄉試第三十七名舉人，年三十三歲中式正德十二年丁丑科會試第三百二十名，未殿试。嘉靖二年（1523年）癸未科第三甲第六十一名進士。工部观政，授将乐县知县，六年九月选授御史，試職理刑。八年八月被罢免閑住。

## 家族
曾祖劉厲温。祖父劉本會。父劉邦昭，歲贡生。母尹氏。慈侍下。兄栋、弟柱、柄、栻、權、相、杞、柏、檢、楫。